# Bessenyei József
Bessenyei József (Budapest, 1949. június 12. – 2023. május 20.) magyar történész, egyetemi tanár, a kora újkor kutatója.

## Élete, munkássága
Középiskolai tanulmányai szülővárosában, a II. Rákóczi Ferenc Gimnáziumban végezte, majd az Eötvös Loránd Tudományegyetem Bölcsészettudományi Karán tanult történelem, könyvtár és levéltár szakon. 1978-ban, a diploma megszerzése után a Magyar Tudományos Akadémia Történettudományi Intézetében kezdett el dolgozni, 1992-től a Miskolci Egyetem oktatója. 1993-2007-ig tanszékvezető. 1993–tól 2001-ig a Bölcsészettudományi Kar dékánhelyettese. Docensi pályázatát 1994-ben fogadta el az egyetem, 1998-ban habilitált, 1999-től egyetemi tanár. 2001–2005 között a kar dékánja.
1993-ban védte meg a történettudományok kandidátusi, 2004-ben akadémiai doktori értekezését. A TIT, a Magyar Történelmi Társulat, a Magyar Történészek Nemzeti Bizottsága országgyűlésekkel foglalkozó albizottsága, az MTA Filozófiai és Történettudományok Osztálya Történettudományi Bizottsága Gazdaságtörténeti Albizottsága, az International Commission for the History of Representative and Parliamentary Institution, az Institut für die Erforschung der Frühen Neuzeit) valamint az MTA köztestülete tagja
- 1993-2000 az MTA Miskolci Területi Bizottsága (MAB) Történelemtudományi Munkabizottsága titkára, 2000-től a MAB Történelemtudományi és Néprajzi Szakbizottságának elnöke.
- 1996- szerkeszti a Miskolci Egyetem, A Történelem Segédtudományai Tanszék. I. sorozat. Jegyzetek. C. kiadványsorozatát. (6 kötet).
- 2002- szerkeszti a Miskolci Akadémiai Bizottság évkönyveit.
- 2002–2007 között a Publicationes Universitatis Miskolcinensis. Sectio Philosophica. Sorozata szerkesztőbizottságának tagja. 2008-tól vesz részt a Budapesti Történeti Múzeum kiadásában megjelenő Tanulmányok Budapest Múltjából szerkesztésében.

Kutatási területe a 16-17. századi Magyar Királyság története. Tudományos pályájának kezdetén a korszak történeti forrásaival és politikatörténeti kérdésekkel foglalkozott, majd figyelme áttért a gazdaságtörténetre és a 17. századi országgyűlések történetére.

## Díjai, kitüntetései
- 1997 Széchenyi Professzori Ösztöndíj
- 1998 „Bölcsészkari Emlékérem”
- 2001 Kitüntető Tudományos Díj
- 2002 Tudással Magyarországért emlékérem
- 2003 „Signum Aureum”
- 2005 Magyar Felsőoktatásért emlékplakett

## Főbb publikációi
- 1504–1566. Memoria rerum. A Magyarországon legutóbbi László király fiának legutóbbi Lajos királynak születése óta esett dolgok emlékezete (Verancsics-évkönyv). Sajtó alá rendezte, az utószót és a jegyzeteket írta Bessenyei József. Budapest, Magyar Helikon, 1981. 188.
- A Héttorony foglya. Török Bálint. Budapest, Helikon Kiadó, 1986. 116.
- Zay Ferenc: János király árultatása. -- Kis Péter: Magyarázat. -- [Bánffy György:] Második János.. török császárhoz menetele. A kötetet összeállította, a szöveget gondozta, Kis Péter Magyarázat-át fordította, a bevezetőket és a jegyzeteket írta Bessenyei József. Budapest, Balassi Kiadó, 1993. 157. /Régi Magyar Könyvtár. Források 2./
- Pécsi Kis Péter: Exegeticon. Sajtó alá rendezte, a bevezetést és a jegyzeteket írta Bessenyei József. Budapest, Akadémiai Kiadó, 1993. 155. /Új Történelmi Tár. Fontes Minores ad Historiam Hungariae Spectantes 5./
- Enyingi Török Bálint. A bevezetést írta és a forrásokat közzéteszi Bessenyei József. Budapest, Magyar Történelmi Társulat, 1994. XLV, 324.
- A magyarországi boszorkányság forrásai I-II. Szerk. Bessenyei József. Budapest, Balassi Kiadó, 1997, 2000. 560, 577.
- Diósgyőr vára és uradalma a XVI. században. Miskolc, Borsod-Abaúj-Zemplén Megyei Levéltár, ME BTK Történelem Segédtudományai Tanszék. 1997. 261. 10 mell. /Tanulmányok Diósgyőr történetéhez 2/
- Diósgyőr birtoklástörténete 1526–1702. In: Miskolc története 1526–1702. Szerk. Szakály Ferenc. Miskolc, Borsod-Abaúj-Zemplén Megyei Levéltár, Herman Ottó Múzeum, 1998. 53-87. Klny is.
- Mikrotörténelem és forráskiadás. (Tudományos munkásság áttekintő összefoglalása.) Írta – -, aki az irodalomtudományi tudományágban a szövegtudomány tudományszakán habilitáció elnyerésére pályázik. Miskolc, Társadalomtudományi Habilitációs Bizottság, 1998, 27. /A Miskolci Egyetem Habilitációs Füzetei/

- Lettere di principi. Litterae principum ad papam (1518–1578). Fejedelmi levelek a pápának (1518–1578). Edidit József Bessenyei. Roma-Budapest, Római Magyar Akadémia Fraknói Vilmos Történeti Intézete, Országos Széchényi Könyvtár, 2002. 259. /Bibliotheca Academiae Hungariae in Roma. Fontes 3./

- A Nádasdyak. Budapest, General Press, 2005. 168.
- Latin – magyar – német – paleográfiai szöveggyűjtemény. (Horváth Zitával, Tóth Péterrel és Tringli Istvánnal). Budapest, Bölcsész Konzorcium, 2006. 118.
- Menekültek... A kereskedelem helyzete Magyarországon 1526 után, Bornemisza Tamás és a budai menekültek működésének tükrében. Miskolc–Budapest, 2007, 157. /Miskolci Egyetem, A Történelem Segédtudományai Tanszék. I. sorozat. Jegyzetek./
- Pénztörténet, gazdaságtörténet. Tanulmányok Buza János 70. születésnapjára; szerk. Bessenyei József, Draskóczy István; Mirio Kult. Bt., Bp.–Miskolc, 2009
- Összhang: tudomány a gazdaságban és a társadalomban. Korfordulón – a XX. század öröksége és a XXI. század kihívásai; szerk. Bessenyei József; EKF Líceum, Eger, 2012